# William Franklin (biskup)
William Edwin Franklin (ur. 3 maja 1930 w Parnell, Iowa) – amerykański duchowny katolicki, biskup Davenport w latach 1993-2006.

## Życiorys
Święcenia kapłańskie otrzymał 4 lutego 1956 z rąk abp. Leo Binza i inkardynowany został do rodzinnej archidiecezji Dubuque.
29 stycznia 1987 papież Jan Paweł II mianował go biskupem pomocniczym Dubuque ze stolicą tytularną Surista.  Sakry udzielił mu jego ówczesny zwierzchnik abp Daniel Kucera OSB. 
12 listopada 1993 został ordynariuszem diecezji Davenport. Na emeryturę przeszedł 12 października 2006.